# Xurrasco

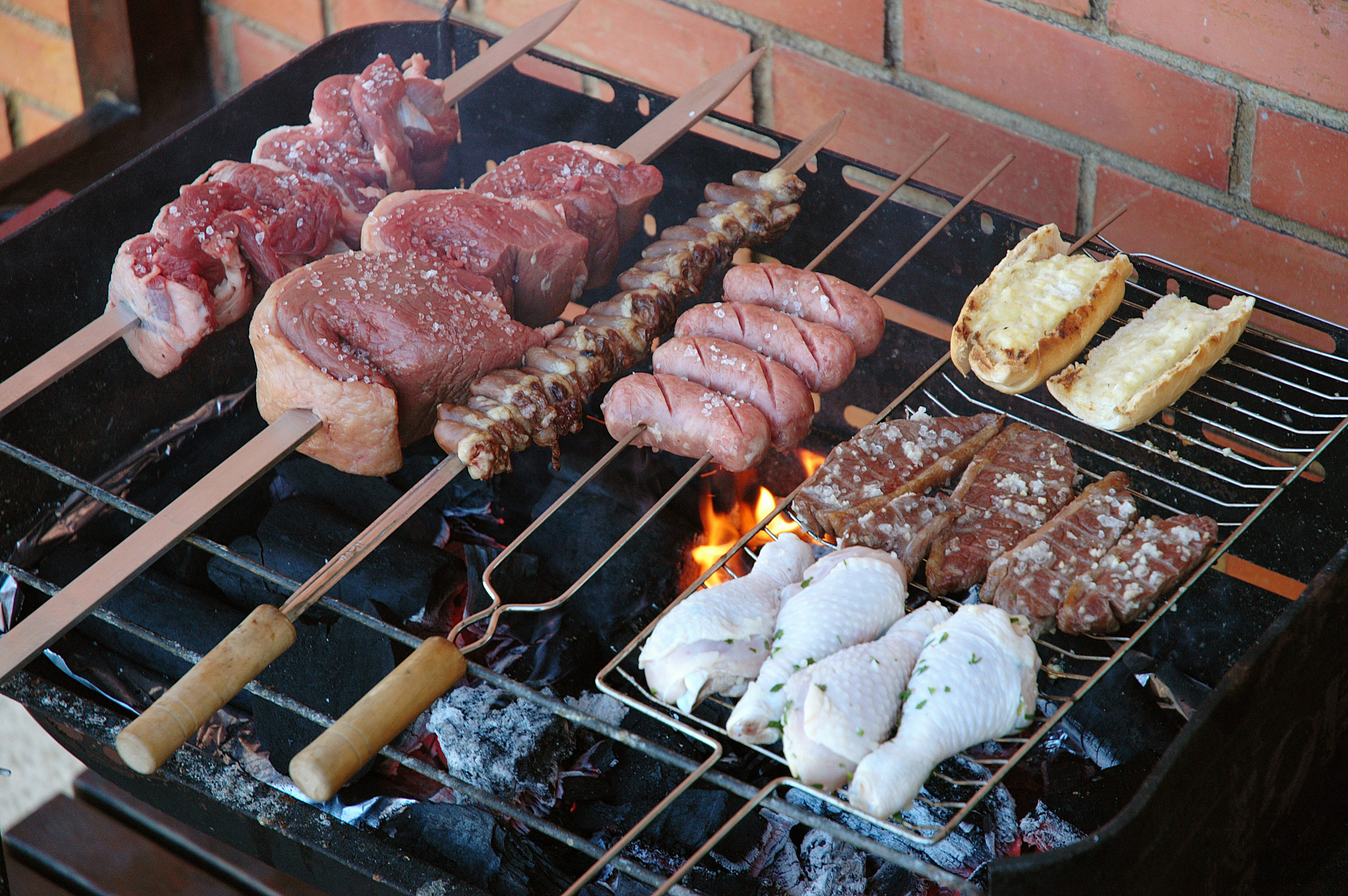
Típic xurrasco del Brasil. D'esquerra a dreta i avall, fraldinha, picanha, Cor de pollastre, Llonganissa, Pa amb salsa d'all, potes de pollastre

El xurrasco és un tall de carn, d'un a dos centímetres de gruix, extret d'alguna de les carnasses, com cuadril, paleta, etc. gairebé sempre de carn vacuna (de vaca, "vedella", "vedell"), cuinada a la planxa de ferro. També pot cuinar amb una graella o amb una paella.
A l'Argentina és un menjar típic i molt consumit, comunament acompanyada amb patates fregides, puré o amanida. No porta salses ni condiments, només una mica de sal (en tot el menjar argentí des de l'últim quart de segle XX ha baixat la quantitat de sodi que se li s'afegeixen als aliments al saber-se els riscos que l'excés de sodi implica per a la salut, abans en canvi era molt comú el salar molt els aliments, especialment les carns a la brasa, això pot ser perquè abans la vida era menys sedentària i els tràfecs quotidians feien eliminar els excessos de sodi en el cos gràcies a la transpiració), a la cuina diària. Variants de xurrasco són el "bife de xoriço" (malgrat el nom no té res de xoriço), la costeleta i l'entrecot (l'últim nom òbviament és pres de la cuina francesa i força utilitzat en la preparació de carns a la brasa de qualitat en províncies com la de Còrdova, tot i que el consum de carns a la brasa en totes les seves formes és comú i freqüentíssim en tota l'Argentina). El xurrasco argentí és pràcticament sinònim del bife paraula rioplatense derivada de l'anglesa Beefsteak (castellanitzada com bistec) i també gairebé sinònim, si té os com és en el cas de la costeleta, de costella encara que la paraula costella es reserva generalment per als filets de porc (porc).
Quan se serveix en un mateix plat un xurrasco al qual se li afegeixen un o dos ou/s fregit/s al damunt o al costat, aquest molt energètic plat s'anomena "bife a cavall"(el costum és beure els rovells dels ous fregits amb un pessic de pa perquè aquestes flueixin sobre el bife fent d'aquesta manera una salsa natural).
El típic churrasco argentí sol ser desossat (per exemple el bife de xoriço, que és fet a partir d'un tall de carn vacuna d'entre uns 300 a 500 gr per cada comensal), en canvi la costeleta i l'entrecot tenen un enquadrament ossi. Les carns a la brasa i bifes (bistecs) argentins difereixen molt en un aspecte respecte a les preparacions europees i nord-americanes: a l'Argentina la carn es cuina tot el possible tractant d'evitar que quedi amb parts "crues" (sanguinolientes) en el seu interior i al mateix temps tractant d'evitar que es cremi en el seu exterior. Fins inicis del segle XX era freqüent que a la carn per xurrasco o bife se la deixés "automacerar" tenint-la unes hores exposada a la temperatura ambient encara que tal costum es va abandonar quan Louis Pasteur va descobrir l'existència de germens patògens i això es va conèixer a l'Argentina.
Tradicionalment el churrasco i tots els bifes rioplatenses es degusten sense més afegits, encara que els argentins que han recidiva en llocs com Itàlia ocasionalment, després de coure'ls, els afegeixen un raig d'oli d'oliva (a l'oli d'oliva poden afegir altres adobs a gust). Actualment es recomana que el xurrasco sigui tret de la nevera o refrigerador una hora abans de ser cuinat.
La planxa o la paella han d'estar prèviament molt ben escalfades (mai tèbies) sobre les flames i a aquesta planxa o paella se'ls sol fregar ja calents amb un tros del mateix greix del xurrasco o bife perquè la carn no s'enganxi. Després es cuina "volta i volta", és a dir, deixant uns tres minuts una cara del xurrasco o bife exposada a la calor directa de la planxa o paella i després donant-li tornada a l'altra cara que està encara crua perquè es cuini també durant uns tres minuts, així tota la carn queda cuinada de manera uniforme.
Si és cuit a la graella, com a part d'un rostit, pot condimentar amb chimichurri. En altres països llatinoamericans se sol condimentar amb picants. S'utilitza gairebé amb les mateixes variants a l'Uruguai. Pràcticament tots els àpats tradicionals de l'Argentina són els mateixes que les de l'Uruguai i els seus inicis o "invenció" corresponen tant a un com l'altre, no estant clar on neix cada plat.